# Heriaeus
Heriaeus là một chi nhện trong họ Thomisidae.

## Hình ảnh

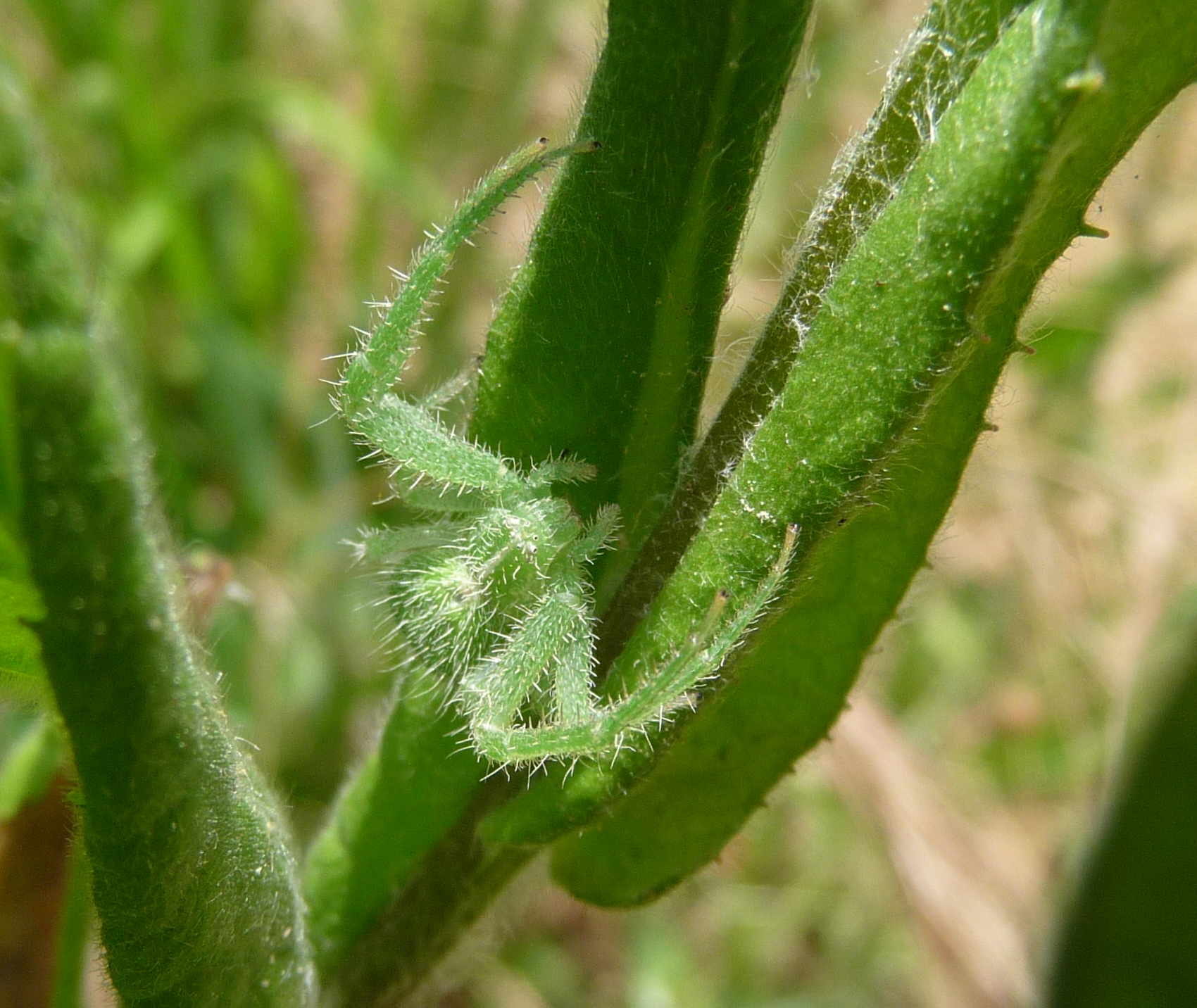
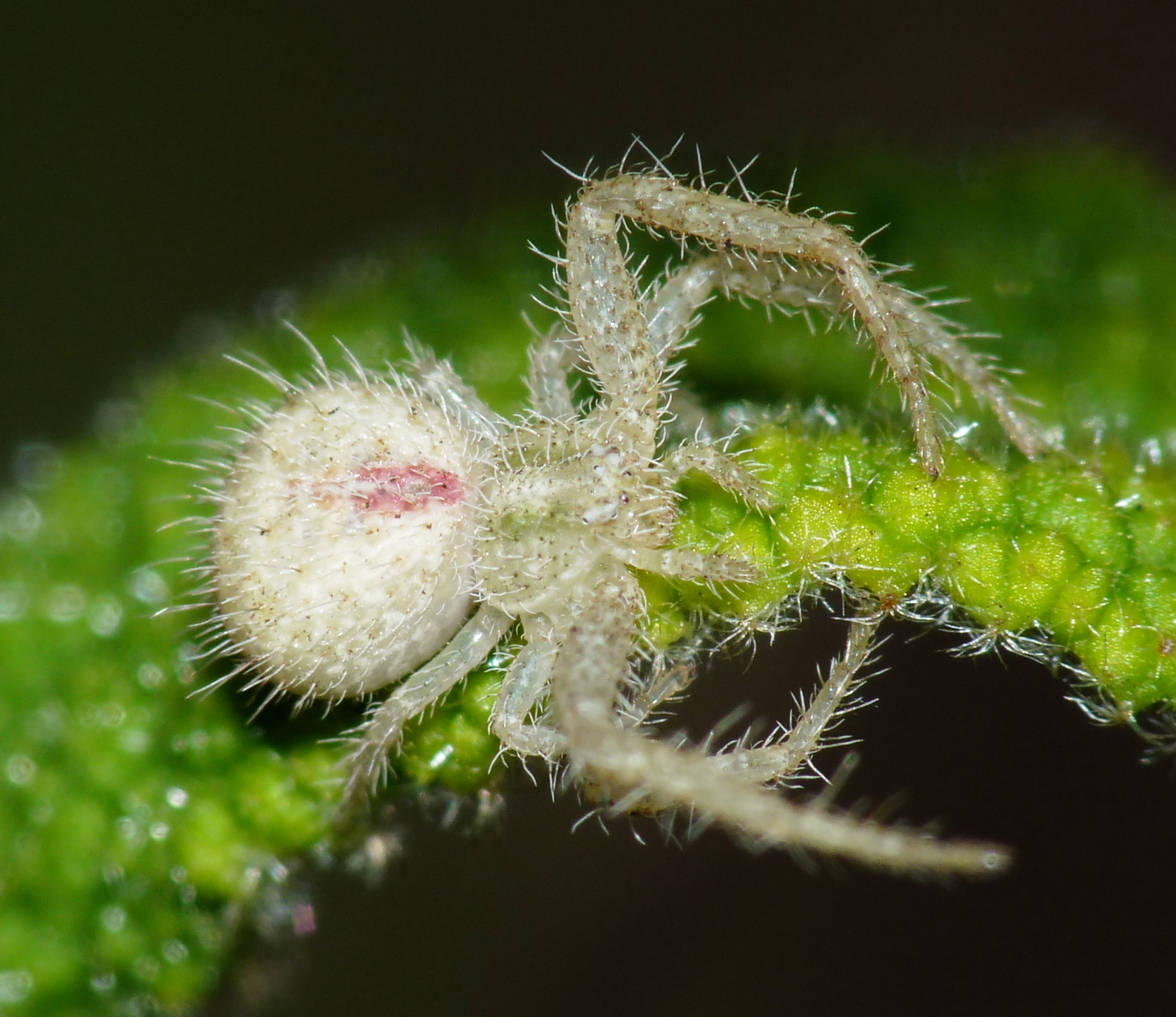
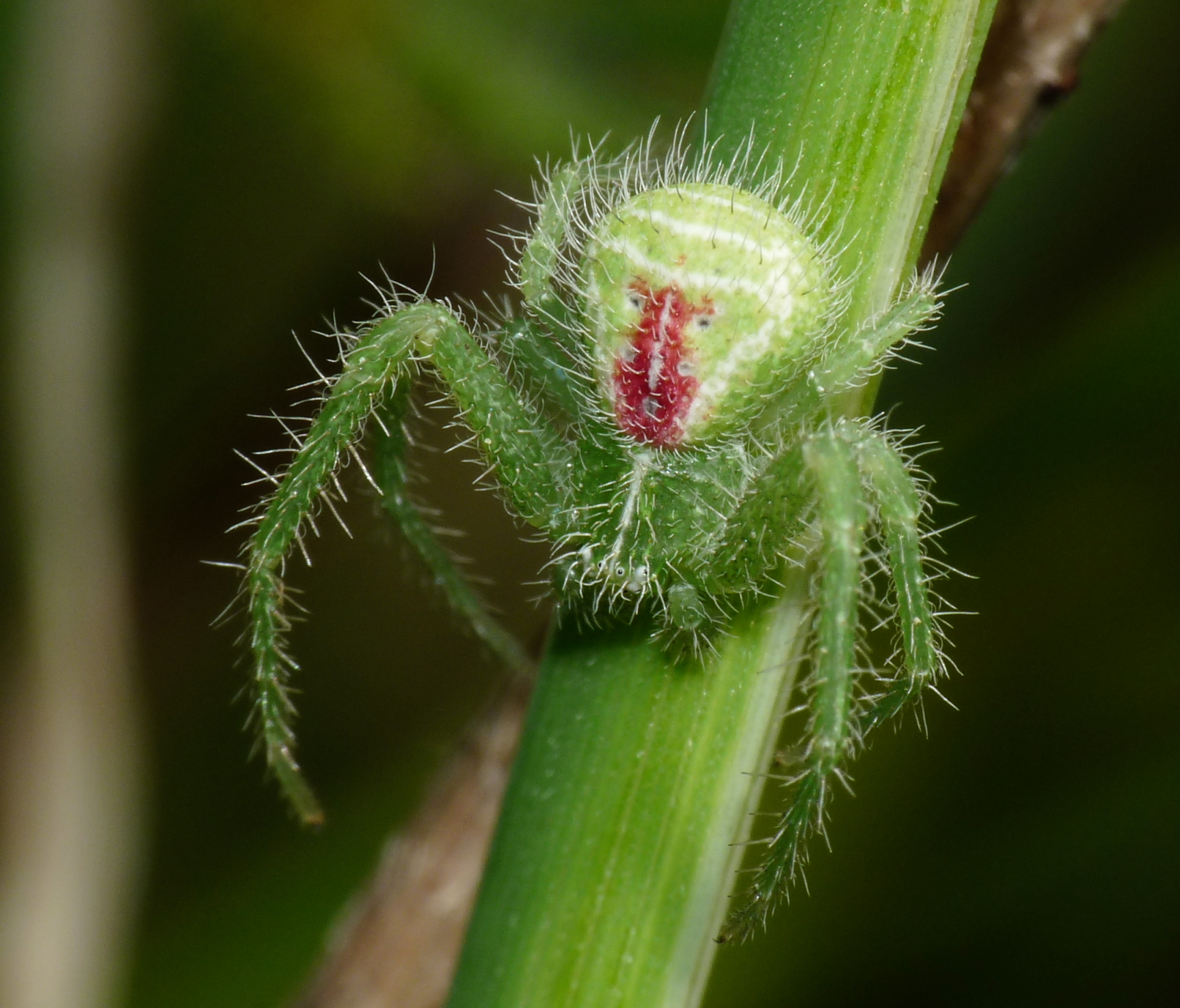
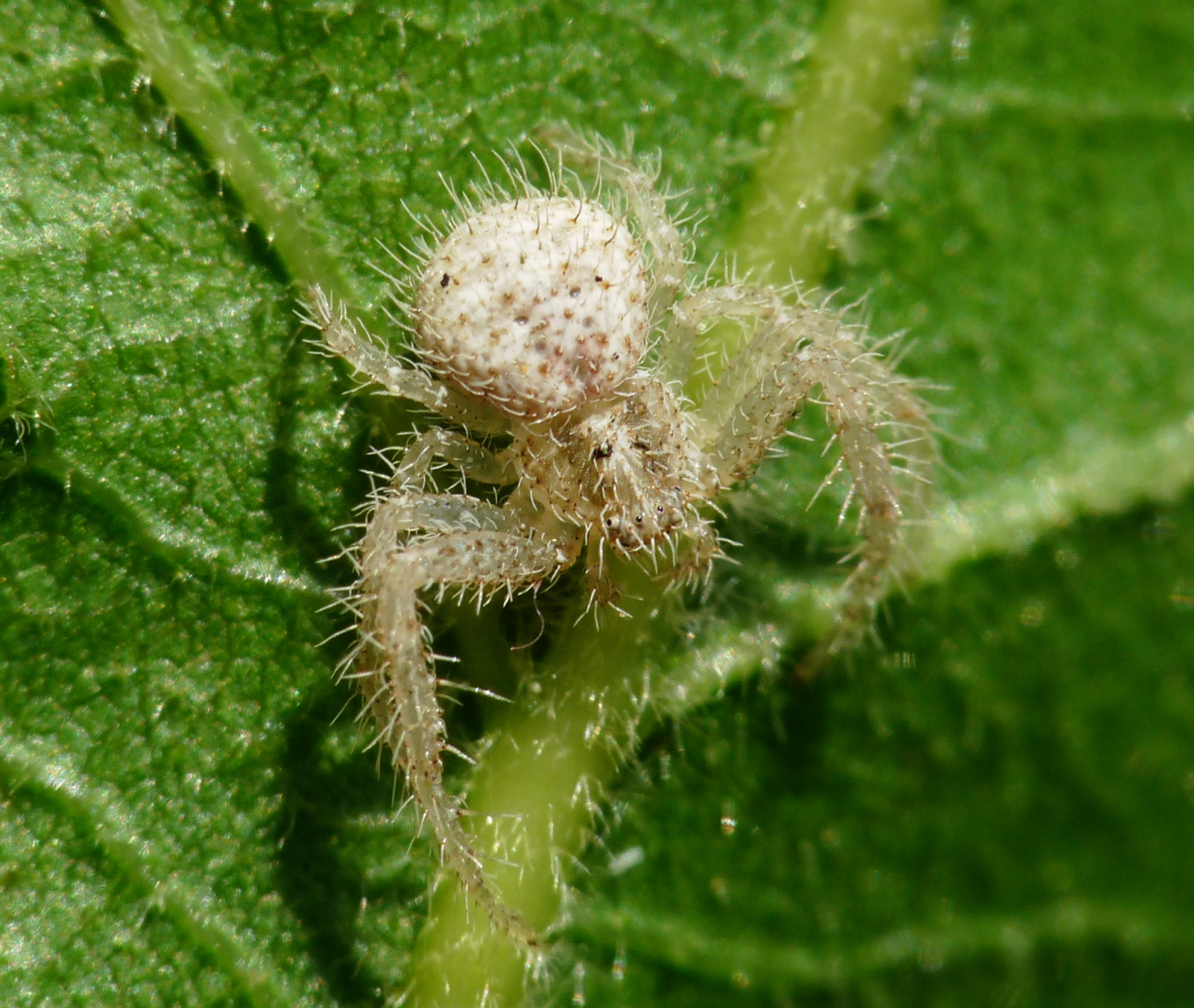